# Go Now!
Go Now of Go Now! is een lied geschreven door Larry Banks en Milton Bennett. Het lied gaat over een (vermeende) scheiding; wel uit elkaar gaan, niet uit elkaar gaan.

## Bessie Banks
Van het lied bestaat een demoversie uit 1962 ingezongen door de Amerikaanse soulzangeres Bessie Banks, de vrouw van Larry Banks. Deze demo kwam in handen van het producersduo Jerry Leiber en Mike Stoller. Zij zorgden voor een definitieve opname in de herfst van 1963 met dezelfde zangeres en de achtergrondzangeressen Dee Dee Warwick en Cissy Houston. Gary Sherman verzorgde het arrangement. In januari 1964 werd het nummer met de titel Go Now op Tiger Records (platenlabel van Leiber en Stoller) op single uitgebracht met op de B-kant It Sounds Like My Baby. Een latere persing vond plaats op Blue Cat Records. De single haalde door veel airplay de Cashbox R&B-singlelijst en wist het tot positie 40 te brengen. Bessie Banks zei later dat ze al in november 1963 in de studio was om het lied op te nemen, maar dat het door de moord op president Kennedy die dag niet (meer) lukte. Een week later lukte het wel. Na release kreeg het volgens de zangeres de status van Pick Hit of the Week bij radiostation WINS. 'Na enkele dagen' zou, aldus Banks, haar versie vervangen zijn door die van The Moody Blues, maar dat is niet mogelijk aangezien die Britse rockband het nummer pas in oktober 1964 opnam.
Banks versie was te horen in de filmmuziek bij de film Stonewall uit 1995.

## The Moody Blues
De single van Banks werd naar de Moody Blues gestuurd door een Amerikaanse diskjockey die bevriend was met hun management. Zanger en gitarist Denny Laine was er meteen 'gek van'. Hij zei tegen de rest van de band dat ze het moesten opnemen. De zangpartij paste bij zijn stem, aldus Laine. In oktober 1964 namen ze het op onder leiding van hun manager Alex Murray. Volgens Ray Thomas gebeurde dat een optreden in de Marquee Club. De uitgave op single onder de titel Go Now!, ging gepaard met een promotiefilmpje, opgenomen onder leiding van hun andere manager Alex Wharton. In het Verenigd Koninkrijk ging het plaatje al snel 250.000 keer over de toonbank. Zo mogelijk nog meer exemplaren werden verkocht in de Verenigde Staten, waar het door London Records werd uitgebracht. In Nederland behaalde het de achtste plaats in de Nederlandse Top 40. In totaal zijn er meer dan 1.000.000 exemplaren verkocht. De eerste opbrengst bedroeg 125.000 Britse pond. Na aftrek van de kosten van de manager bleef er 600 over.
B-kant in Engeland was It’s Easy Child (Falling in Love with You) geschreven door Sue Sandler, Kay Bennett en Gene Redd. Het stond op de Amerikaanse versie van het album The Magnificent Moodies (dat Go Now! heette). Op de Britse versie stond dit nummer niet.
De versie van de Moody Blues overschaduwde de versie van Bessie Banks compleet. Toetsenist Mike Pinder had een belangrijke bijdrage aan het nummer met zijn bluesachtige pianopartij.

## Musici
- Denny Laine – zang, gitaar
- Clint Warwick – basgitaar
- Mike Pinder – piano
- Ray Thomas – percussie
- Graeme Edge – slagwerk

## Verder
Na de personeelswisseling binnen The Moody Blues en de overgang naar symfonische rock met een wereldwijd succes als Nights in White Satin (1967) wilden de nieuwe zanger Justin Hayward en blijver Ray Thomas Go Now! niet meer zingen en verdween het van het repertoire. Pas in de jaren kwam het voor op verzamelalbums van de Moodies. Denny Laine kwam later in zijn loopbaan terecht in de band Wings van Paul McCartney. Zij speelden het tijdens de tournee in 1976, waarvan later op Wings over America de registratie verscheen (het nummer staat niet op de elpee). Ozzy Osbourne nam in 2006 op in zijn album Under Cover. Simply Red zong het in 2008 op hun Simply Red 25: The Greatest Hits. Ondanks hevige airplay van Radio 2 (Nederland) belandde het niet in een hitparade.
Het satirische televisieprogramma Spitting Image maakte gebruik van deze single om aan te duiden dat het voor Margaret Thatcher, toenmalig premier van het Verenigd Koninkrijk, tijd was om op te stappen.

## Hitnotering
| "Go Now!" in de Nederlandse Top 40 - binnen 27-02-1965 | "Go Now!" in de Nederlandse Top 40 - binnen 27-02-1965 | "Go Now!" in de Nederlandse Top 40 - binnen 27-02-1965 | "Go Now!" in de Nederlandse Top 40 - binnen 27-02-1965 | "Go Now!" in de Nederlandse Top 40 - binnen 27-02-1965 | "Go Now!" in de Nederlandse Top 40 - binnen 27-02-1965 | "Go Now!" in de Nederlandse Top 40 - binnen 27-02-1965 | "Go Now!" in de Nederlandse Top 40 - binnen 27-02-1965 | "Go Now!" in de Nederlandse Top 40 - binnen 27-02-1965 | "Go Now!" in de Nederlandse Top 40 - binnen 27-02-1965 | "Go Now!" in de Nederlandse Top 40 - binnen 27-02-1965 | "Go Now!" in de Nederlandse Top 40 - binnen 27-02-1965 | "Go Now!" in de Nederlandse Top 40 - binnen 27-02-1965 | "Go Now!" in de Nederlandse Top 40 - binnen 27-02-1965 | "Go Now!" in de Nederlandse Top 40 - binnen 27-02-1965 | "Go Now!" in de Nederlandse Top 40 - binnen 27-02-1965 | "Go Now!" in de Nederlandse Top 40 - binnen 27-02-1965 | "Go Now!" in de Nederlandse Top 40 - binnen 27-02-1965 | "Go Now!" in de Nederlandse Top 40 - binnen 27-02-1965 | "Go Now!" in de Nederlandse Top 40 - binnen 27-02-1965 |
| Week                                                   | 1                                                      | 2                                                      | 3                                                      | 4                                                      | 5                                                      | 6                                                      | 7                                                      | 8                                                      | 9                                                      | 10                                                     | 11                                                     | 12                                                     | 13                                                     | 14                                                     | 15                                                     | 16                                                     | 17                                                     | 18                                                     |                                                        |
| ------------------------------------------------------ | ------------------------------------------------------ | ------------------------------------------------------ | ------------------------------------------------------ | ------------------------------------------------------ | ------------------------------------------------------ | ------------------------------------------------------ | ------------------------------------------------------ | ------------------------------------------------------ | ------------------------------------------------------ | ------------------------------------------------------ | ------------------------------------------------------ | ------------------------------------------------------ | ------------------------------------------------------ | ------------------------------------------------------ | ------------------------------------------------------ | ------------------------------------------------------ | ------------------------------------------------------ | ------------------------------------------------------ | ------------------------------------------------------ |
| Positie                                                | 31                                                     | 29                                                     | 35                                                     | 36                                                     | 33                                                     | 20                                                     | 15                                                     | 10                                                     | 9                                                      | 8                                                      | 9                                                      | 9                                                      | 10                                                     | 14                                                     | 14                                                     | 22                                                     | 26                                                     | 37                                                     | uit                                                    |

### NPO Radio 2 Top 2000
| Nummer met noteringen in de NPO Radio 2 Top 2000 | '99 | '00 | '01  | '02 | '03 | '04 | '05 | '06  | '07  | '08  | '09  | '10  | '11  | '12  | '13  | '14  |
| ------------------------------------------------ | --- | --- | ---- | --- | --- | --- | --- | ---- | ---- | ---- | ---- | ---- | ---- | ---- | ---- | ---- |
| Go Now!                                          | 900 | 827 | 1335 | 870 | 845 | 969 | 995 | 1104 | 1179 | 1033 | 1174 | 1286 | 1518 | 1238 | 1140 | 1260 |

1. ↑  Een vetgedrukt getal geeft de hoogste notering aan.
2. ↑  Deze tabel is bijgewerkt tot en met de laatste editie (2024).